# Sézanne
Sézanne és un municipi francès, situat al departament del Marne i a la regió del Gran Est. L'any 2007 tenia 5.232 habitants.

## Demografia

### Població
El 2007 la població de fet de Sézanne era de 5.232 persones. Hi havia 2.333 famílies, de les quals 932 eren unipersonals (371 homes vivint sols i 561 dones vivint soles), 674 parelles sense fills, 505 parelles amb fills i 222 famílies monoparentals amb fills.
La població ha evolucionat segons el següent gràfic:
Habitants censats

### Habitatges
El 2007 hi havia 2.800 habitatges, 2.396 eren l'habitatge principal de la família, 59 eren segones residències i 345 estaven desocupats. 1.828 eren cases i 960 eren apartaments. Dels 2.396 habitatges principals, 1.229 estaven ocupats pels seus propietaris, 1.100 estaven llogats i ocupats pels llogaters i 67 estaven cedits a títol gratuït; 68 tenien una cambra, 275 en tenien dues, 518 en tenien tres, 705 en tenien quatre i 831 en tenien cinc o més. 1.402 habitatges disposaven pel capbaix d'una plaça de pàrquing. A 1.221 habitatges hi havia un automòbil i a 637 n'hi havia dos o més.

### Piràmide de població
La piràmide de població per edats i sexe el 2009 era:
| Homes | Edats   | Dones |
| ----- | ------- | ----- |
| 8     | 95 o +  | 24    |
| 16    | 90 a 94 | 72    |
| 44    | 85 a 89 | 124   |
| 40    | 80 a 84 | 92    |
| 68    | 75 a 79 | 128   |
| 116   | 70 a 74 | 140   |
| 136   | 65 a 69 | 132   |
| 156   | 60 a 64 | 112   |
| 124   | 55 a 59 | 136   |
| 160   | 50 a 54 | 204   |
| 176   | 45 a 49 | 172   |
| 168   | 40 a 44 | 164   |
| 172   | 35 a 39 | 180   |
| 220   | 30 a 34 | 200   |
| 216   | 25 a 29 | 256   |
| 136   | 20 a 24 | 144   |
| 124   | 15 a 19 | 168   |
| 188   | 10 a 14 | 144   |
| 184   | 5 a 9   | 200   |
| 160   | 0 a 4   | 168   |

## Economia
El 2007 la població en edat de treballar era de 3.202 persones, 2.341 eren actives i 861 eren inactives. De les 2.341 persones actives 2.042 estaven ocupades (1.062 homes i 980 dones) i 299 estaven aturades (139 homes i 160 dones). De les 861 persones inactives 357 estaven jubilades, 231 estaven estudiant i 273 estaven classificades com a «altres inactius».

### Ingressos
El 2009 a Sézanne hi havia 2.365 unitats fiscals que integraven 5.057,5 persones, la mediana anual d'ingressos fiscals per persona era de 16.886 €.

### Activitats econòmiques
Dels 348 establiments que hi havia el 2007, 6 eren d'empreses extractives, 7 d'empreses alimentàries, 4 d'empreses de fabricació de material elèctric, 15 d'empreses de fabricació d'altres productes industrials, 18 d'empreses de construcció, 95 d'empreses de comerç i reparació d'automòbils, 14 d'empreses de transport, 29 d'empreses d'hostatgeria i restauració, 7 d'empreses d'informació i comunicació, 24 d'empreses financeres, 18 d'empreses immobiliàries, 36 d'empreses de serveis, 45 d'entitats de l'administració pública i 30 d'empreses classificades com a «altres activitats de serveis».
Dels 81 establiments de servei als particulars que hi havia el 2009, 1 era una oficina d'administració d'Hisenda pública, 1 oficina del servei públic d'ocupació, 1 gendarmeria, 1 oficina de correu, 6 oficines bancàries, 2 funeràries, 6 tallers de reparació d'automòbils i de material agrícola, 3 tallers d'inspecció tècnica de vehicles, 2 autoescoles, 3 paletes, 3 guixaires pintors, 2 fusteries, 6 lampisteries, 1 electricista, 1 empresa de construcció, 10 perruqueries, 1 veterinari, 3 agències de treball temporal, 18 restaurants, 4 agències immobiliàries, 3 tintoreries i 3 salons de bellesa.
Dels 39 establiments comercials que hi havia el 2009, 1 era, 2 supermercats, 1 un supermercat, 1 una gran superfície de material de bricolatge, 5 fleques, 3 carnisseries, 3 llibreries, 5 botigues de roba, 2 botigues d'equipament de la llar, 1 una botiga d'equipament de la llar, 1 una sabateria, 1 una botiga d'electrodomèstics, 2 botigues de material esportiu, 5 drogueries, 1 un drogueria, 1 una perfumeria i 4 floristeries.
L'any 2000 a Sézanne hi havia 54 explotacions agrícoles que ocupaven un total de 1.518 hectàrees.

## Equipaments sanitaris i escolars
El 2009 hi havia 1 hospital de tractaments de curta durada, 1 hospital de tractaments de mitja durada (seguiment i rehabilitació), 1 un hospital de tractaments de llarga durada, 1 psiquiàtric, 1 centre d'urgències, 1 centre de salut, 4 farmàcies i 2 ambulàncies.
El 2009 hi havia 3 escoles maternals i 3 escoles elementals. A Sézanne hi havia 1 col·legi d'educació secundària, 1 liceu d'ensenyament general i 1 liceu tecnològic. Als col·legis d'educació secundària hi havia 606 alumnes, als liceus d'ensenyament general n'hi havia 399 i als liceus tecnològics 291.

## Poblacions més properes
El següent diagrama mostra les poblacions més properes.